# 앤드루 제닝스
앤드루 제닝스(영어: Andrew Jennings, 1943년 3월 9일 ~ 2022년 1월 8일)는 스코틀랜드인이며, 조사 전문 기자이다. 그는 IOC와 FIFA의 부정부패에 대해 조사하고 글을 쓰는 일로 잘 알려져 있다. 2022년 1월 8일 대동맥류로 사망했다.

## 생애
제닝스는 스코틀랜드에서 태어나, 유년기에 잉글랜드의 런던으로 이주했다. 그는 전 클래프턴 오리엔트(현 레이턴 오리엔트 FC) 소속 축구 선수의 손자다. 제닝스는 헐 대학교를 다녔고 1960년대 후반에 선데이 타임스(The Sunday Times)의 인사이트 팀에서 일을 했다. 이후에 그는 BBC 라디오 4의 "체크포인트(Checkpoint)"에서 취재 기자로 활동하기 전에 다른 영국 신문사들에서 일을 했다. 1986년에 BBC는 스코틀랜드 야드의 비리와 관계된 다큐멘터리를 방송하기를 거부했다(이에 제닝스는 자신의 첫 번째 책인 스코틀랜드 야드의 코카인 커넥션(Scotland Yard's Cocaine Connection)의 자료를 바꾸고, BBC에서 사임하는 등의 반응을 보였다.). 다큐멘터리는 그라나다 텔레비전(현 ITV Granada)의 프로그램인 "World in Action"에서 방영되었다.
제닝스는 그 뒤에 그라나다 프로덕션에서 일을 했고, 여러 국제 조사와 작은 다큐멘터리를 촬영했다. 이란-콘트라 사건에서의 영국의 개입에 대한 그의 조사는 1989년 뉴욕 TV 페스티벌에서 금메달을 수상했다. 1993년에 그는 캅카스 마피아 조직 활동에 대해 조사하기 위해, 최초로 서양 TV 직원들과 함께 체첸 공화국에 들어갔다. 1997년에 제닝스가 "World in Action"에서 근무했을 때, 당시 영국 올림픽 수영 코치였던 해밀턴 블랜드와 함께 조사를 했고, 1998년에 철도기업 민영화에 대한 다큐멘터리를 방영했다.

### 파노라마
파노라마(BBC의 다큐멘터리 프로그램)에서의 그의 첫 등장은 2006년에 그가 조사했던 표 매수와 마찬가지로 마케팅 대행사였던 인터내셔널 스포츠 앤 레저(ISL)의 마케팅 권리를 획득하기 위해(FIFA 회장 제프 블라터의 지위를 확보하기 위한) 북중미카리브 축구 연맹 회장 오스틴 "잭" 워너의 탓으로 돌린 100만 달러의 뇌물을 포함한 FIFA 내에 뇌물의 여러 의혹을 제기했을 당시에 제작한 에피소드인 "The Beautiful Bung: Corruption and the World Cup"("아름다운 거짓말, 부패와 월드컵")이었다. 그것은 전 영국 올림픽 선수 서배스천 코와 FIFA 윤리 위원회 사이의 관계에 대해 조사했던 "FIFA and Coe(FIFA와 코)"라는 에피소드와 함께 더 알려지게 되었다.
가장 유명한 프로그램은 2018년 FIFA 월드컵의 개최국에 투표 할 예정인 FIFA 집행 위원 중 일부의 부패 혐의에 대한 30분 가량의 폭로 프로그램, "FIFA의 더러운 비밀"(2010년 11월 29일 첫 방송)이었다. 제닝스는 2014년 FIFA 월드컵조직위원장이며 브라질 축구 협회장인 히카르두 테이세이라(Ricardo Teixeira) (브라질) , 남아메리카 축구 연맹의 회장인 니콜라스 레오즈(Nicolás Léoz) (파라과이), 그리고 아프리카 축구 연맹 회장인 이싸 하야토우(Issa Hayatou) (카메룬) 세 사람 모두가 TV 마케팅 회사로부터 뇌물을 받았다고 주장했다.

## 저서
- Scotland Yard's Cocaine Connection, 1989 ISBN 978-0-224-02521-8
- The Lords of the Rings , Power, Money & Drugs in the Modern Olympics, 1992 ISBN 0-671-71122-9
- The New Lords of the Rings, 1996 ISBN 0-671-85571-9
- The Great Olympic Swindle, 2000 ISBN 978-0-684-86677-2
- FOUL! The Secret World of FIFA: Bribes, Vote-Rigging and Ticket Scandals, 2006[5][6]
- Omertà. Sepp Blatter's FIFA Organised Crime Family, 2014[7].

## 수상
- The Play the Game Award (shared with Jens Weinreich), 2011. In recognition of his "tireless work documenting and bringing mismanagement and corruption in the world's leading sports organisations into public view.
- Award for his Channel 4 News investigation on Olympic corruption, 2000.
- The first "Integrity in Journalism" award given by OATH, 1999.
- "Gerlev Prize" for "contribution to free speech and democracy in sport", 1998.
- Honorary Life Member of American Swimming Coaches Association, given for his investigative work regarding doping scandals and cover-ups in Olympic swimming.
- "Best International Documentary", New York TV Festival, 1992